# 徐州市中医院
徐州市中医院，是中华人民共和国江苏省的一所医院，为三级甲等医院，位于云龙区中山南路169号。

## 规模
徐州市中医院总床位300张，日门诊量725人次。